# Swierstrafrankolin
Der Swierstrafrankolin (Pternistis swierstrai, Syn.: Francolinus swierstrai) ist ein Vogel aus der Familie der Fasanenartigen. Er kommt ausschließlich im Hochland von Angola vor. Mit einem Bestand von 2.500–9.999 lebenden Exemplaren gilt er seit 1988 als bedrohte Art. Als wesentlicher Grund des Bestandsrückgangs gilt die zunehmende Abholzung der Wälder in dieser Region.

## Merkmale
Der Swierstrafrankolin erreicht eine Körperlänge von 33 Zentimetern. Die Männchen sind geringfügig größer als die Weibchen, beide Geschlechter wiegen durchschnittlich 600 Gramm. 
Das Gefieder des Swierstrafrankolins ist schwarz-weiß, seine Beine und Flügel sind leuchtend rot. Das Männchen hat eine schwarze Stirn, der Scheitel ist dunkelbraun, am Nacken geht dieses Dunkelbraun allmählich in ein Schwarz über. Das Kinn und die Kehle sind weiß und von einem breiten schwarzen Brustband umrahmt. Ein weißes Band, das oberhalb der Augen beginnt, verläuft über die grauen  Ohrdecken abwärts und  geht in die weiße Halsseite über. Der Mantel, die Schultern, der Rücken sowie die Flügeldecken sind graubraun, die einzelnen Federn sind schwarz gesäumt. Der Bürzel und der Schwanz sind dunkelbraun, die Unterschwanzdecken sind ockerfarben mit einer dunkelbraunen Querbänderung.  Die Körperunterseite unterhalb des schwarzen Brustbandes ist weiß, die einzelnen Federn sind auf der Innenfahne breit schwarz gesäumt. 
Das Weibchen hat eine ähnliche Kopffärbung sowie einen ähnlich gemusterten Unterleib wie das Männchen, weist aber einen helleren rostbraunen Farbton an Rücken und Flügeln auf. Bürzel, Oberschwanzdecken und Steuerfedern sind hellbraun mit einer dunkelbrauneren wellenförmigen Querbänderung. Die Iris ist bei beiden Geschlechtern braun, der Schnabel ist rot. 
Jungvögel gleichen den Weibchen, sind aber auf der Körperunterseite nicht gefleckt, sondern schwarzweiß gebändert. Die Kehle und der Überaugenstreif sind bei ihnen isabellfarben.
Die Stimme des Swierstrafrankolin ähnelt in ihrem Geschnatter dem Bambusfrankolin und dem Hildebrandtfrankolin.

## Verbreitung

Verbreitungsgebiet (grün)

Der Swierstrafrankolin ist ausschließlich im Westen Angolas heimisch. Dort ist er von Tundavala im Hila Distrikt über den Norden von Cariango im Suanza Sul Distrikt, auf Inselbergen im Huambo Distrikt und in den Bailundu Highlands verbreitet. In den Bailundu Highlands lebt er auf Mount Moco in tiefen bewaldeten Schluchten. Dort existieren mit ca. 15 ha die größten noch erhaltenen Bestände original afromontaner Wälder in Angola.

## Lebensweise
Der Swierstrafrankolin ist in montanem Gebiet beheimatet, wo er hauptsächlich in Wäldern und an den Rändern von Wäldern lebt. Er wurde aber auch schon an felsigen und grasbedeckten Gebirgshängen, großflächigen Grassavannen auf Bergplateaus und in Schluchten beobachtet. Er versteckt sich im dichten Unterholz von Büschen, Sträuchern, hohem Gras und Farn. Der Swierstrafrankolin ernährt sich von Grassamen und den Samen von Hülsenfrüchten. Außerdem frisst er Insekten, die er von der Laubstreu aufpickt. Sein Brutverhalten ist nahezu unerforscht, aber Exemplare, die im August gesehen wurden, legen eine Brutsaison zwischen Mai und Juni nahe. Auf Mount Moco wird der Swierstrafrankolin von sich ausbreitenden Lichtungen und Brandrodung bedroht, und die verbleibenden Waldbestände verschwinden zunehmend rasch. Auch die Jagd ist ein ernstzunehmendes Problem. Bereits in den 1970er Jahren wurde vorgeschlagen, ein ca. 60 km² großes Schutzgebiet am Mount Moco zu errichten. Dieser Plan wurde allerdings noch nicht umgesetzt.

## Trivia
Das Artepitheton swierstra ehrt den Entomologen Cornelis Jacobus Swiestra (1874–1952), der Abteilungsleiter des Transvaal-Museums in Prätoria war.

## Einzelbelege
1. 1 2  Madge, McGowan und Kirwan: Pheasants, Partridges and Grouse. S. 227.
2. ↑   Raethel: Hühnervögel der Welt. S. 407.
3. ↑  Bo Beolens, Michael Watkins: Whose Bird? Men and Women Commemorated in the Common Names of Birds. Christopher Helm, London 2003, ISBN 0-7136-6647-1, S. 205.